# Kasper Porsdal
Kasper Porsdal er en dansk standupkomiker. Hans første større optræden foregik til Zulu Comedy Galla i 2013, hvor han var en af "De 3 Nye Håb". Siden hen har Magasinet Woman kåret ham til en af de 10 lækre, sjove, danske mænd i Danmark, og Euroman havde ham nomineret som Danmarks næste sjove mand.
Porsdal satte også sin karriere på spil hos bookingbureauet Munch booking, ved at brække ejer Sara Nørgaard Munchs håndled, da hun stod på mål, i forbindelse med en fodboldkamp i starten af foråret 2014.[kilde mangler] Det forhindrede ham dog ikke i at blive optaget på bureauet alligevel, da han efter at havde indgået en aftale med MC's Fight Nights vinder og rapper Klaskefar, hvor de laver et show kaldet Den grimme fortælling til børn om mobning, hvor overskuddet går til Red Barnet hvor Bubber bl.a. har været ambassadør for showet.